# Pierre Bertin
Pierre Bertin (24 de octubre de 1891 – 13 de mayo de 1984) fue un escenógrafo, director y actor teatral y cinematográfico de nacionalidad francesa.

## Biografía
Nacido en Lille, Francia, fue miembro pensionnaire de la Comédie-Française a partir de 1931, habiendo ingresado en la compañía en 1923.
Casado con la pianista Marcelle Meyer, Bertin falleció en París, Francia, en 1984.

## Teatro

### Comédie-Française
- Ingreso en la Comédie-Française en 1923
- Miembro (n.º 384) de la Comédie-Française desde 1931 a 1944

- 1923 : Jean de La Fontaine ou Le Distrait volontaire, de Louis Geandreau y Léon Guillot de Saix
- 1924 : Molière et son ombre, de Jacques Richepin
- 1924 : Louison, de Alfred de Musset
- 1924 : La Bonne Mère, de Jean-Pierre Claris de Florian
- 1924 : Je suis trop grand pour moi de Jean Sarment
- 1925 : Les Corbeaux, de Henry Becque
- 1925 : L'École des quinquagénaires, de Tristan Bernard
- 1925 : La Nuit des amants, de Maurice Rostand
- 1925 : Fantasio, de Alfred de Musset
- 1925 : Barberine, de Alfred de Musset, escenografía de Émile Fabre
- 1925 : Le Petit Chaperon rouge, de Félix Gandera y Claude Gevel
- 1926: Chatterton, de Alfred de Vigny.
- 1928 : Les Noces d'argent, de Paul Géraldy
- 1930 : Les Trois Henry, de André Lang, escenografía de Émile Fabre
- 1931 : La Belle Aventure, de Gaston Arman de Caillavet, Robert de Flers y Étienne Rey
- 1932 : La Navette, de Henry Becque, escenografía de Émile Fabre
- 1933 : Monsieur Vernet, de Jules Renard, escenografía de Charles Granval
- 1936 : L'Âne de Buridan, de Gaston Arman de Caillavet y Robert de Flers, escenografía de Pierre Bertin
- 1937 : Chacun sa vérité, de Luigi Pirandello, escenografía de Charles Dullin
- 1938 : La Coupe enchantée, de Jean de La Fontaine y Champmeslé, escenografía de André Bacqué
- 1938 : Madame Sans-Gêne, de Victorien Sardou y Émile Moreau
- 1938 : Le Menteur, de Pierre Corneille, escenografía de Marcel Dessonnes
- 1938 : Un sombrero de paja de Italia, de Eugène Labiche y Marc-Michel, escenografía de Gaston Baty
- 1938 : Cyrano de Bergerac, de Edmond Rostand, escenografía de Pierre Dux
- 1939 : L'Amour médecin, de Molière
- 1939 : Las bodas de Fígaro, de Pierre-Augustin de Beaumarchais, escenografía de Charles Dullin
- 1939 : La Belle Aventure, de Gaston Arman de Caillavet, Robert de Flers y Étienne Rey
- 1940 : 29 degrés à l'ombre, d'Eugène Labiche, escenografía de André Brunot
- 1940 : L'Âne de Buridan, de Gaston Arman de Caillavet y Robert de Flers, escenografía de Pierre Bertin
- 1940 : Noche de reyes, de William Shakespeare, escenografía de Jacques Copeau
- 1941 : Léopold le bien-aimé, de Jean Sarment, escenografía de Pierre Dux
- 1942 : El barbero de Sevilla, de Pierre-Augustin de Beaumarchais, escenografía de Pierre Dux
- 1943 : Le Chevalier à la mode, de Florent Carton Dancourt, escenografía de Jean Meyer
- 1944 : La Seconde Surprise de l'amour, de Pierre de Marivaux, escenografía de Pierre Bertin
- 1944 : El burgués gentilhombre, de Molière, escenografía de Pierre Bertin

### Fuera de la Comédie-Française
- 1912 : Fausto, de Johann Wolfgang von Goethe, Teatro del Odéon
- 1913 : Rachel, de Gustave Grillet, Teatro del Odéon
- 1917 : Le Sexe fort, de Tristan Bernard, Théâtre du Gymnase Marie-Bell
- 1917 : Le Jeu de Robin et Marion, de Adam de la Halle, Théâtre du Vieux Colombier[3]
- 1919 : Trois nouveaux figurants au Théâtre de Nantes, de Max Jacob, escenografía de Pierre Bertin, Galerie Barbazanges
- 1920 : Ruffian toujours, truand jamais, de Max Jacob, escenografía de Pierre Bertin, Galerie Barbazanges
- 1921 : Les Pélican, de Raymond Radiguet, escenografía de Pierre Bertin, Théâtre Michel
- 1921 : Les Mariés de la Tour Eiffel, de Jean Cocteau, escenografía del autor, Teatro de los Campos Elíseos
- 1921 : Le Gendarme incompris, de Jean Cocteau y Raymond Radiguet, música de Francis Poulenc, escenografía de Pierre Bertin, Théâtre Michel
- 1921 : Le Piège de Méduse, de Erik Satie, escenografía de Pierre Bertin, Théâtre Michel
- 1921 : Macbeth, de William Shakespeare, escenografía de Georges Pitoëff, Plainpalais
- 1921 : La dama de las camelias, de Alexandre Dumas (hijo), escenografía de Georges Pitoëff, Plainpalais
- 1922 : Molière, de Henry Dupuy-Mazuel y Jean-José Frappa, escenografía de Firmin Gémier, Teatro del Odéon
- 1924 : La Grande Duchesse et le garçon d'étage, de Alfred Savoir, escenografía de Charlotte Lysès, Théâtre de l'Avenue
- 1946 : Pas un mot à la Reine-Mère, de Yves Mirande y Maurice Goudeket, Théâtre Antoine
- 1947 : L'Archipel Lenoir, de Armand Salacrou, escenografía de Charles Dullin, Théâtre Montparnasse
- 1948 : El estado de sitio, de Albert Camus, escenografía de Jean-Louis Barrault, Théâtre Marigny
- 1949 : On purge bébé, de Georges Feydeau, escenografía de Jean-Louis Barrault, Théâtre Marigny
- 1949 : Le Bossu, de Paul Féval y Anicet Bourgeois, escenografía de Jean-Louis Barrault, Théâtre Marigny
- 1950 : La Répétition ou l'Amour puni, de Jean Anouilh, escenografía de Jean-Louis Barrault, Théâtre Marigny
- 1951 : Los enredos de Scapin, de Molière, escenografía de Louis Jouvet, Théâtre des Célestins
- 1951 : L'Épreuve, de Pierre de Marivaux, escenografía de Pierre Bertin, Théâtre des Célestins
- 1951 : Lazare, de André Obey, escenografía de Jean-Louis Barrault, Théâtre Marigny
- 1951 : On ne badine pas avec l'amour, de Alfred de Musset, escenografía de Jean-Louis Barrault, Théâtre Marigny
- 1952 : La Répétition ou l'Amour puni, de Jean Anouilh, escenografía de Jean-Louis Barrault, Théâtre des Célestins
- 1952 : Bacchus, de Jean Cocteau, escenografía de Jean-Louis Barrault, Théâtre des Célestins
- 1955 : Intermezzo, de Jean Giraudoux, escenografía de Jean-Louis Barrault, Théâtre Marigny y Théâtre des Célestins
- 1955 : El jardín de los cerezos, de Antón Chéjov, escenografía de Jean-Louis Barrault, Théâtre des Célestins
- 1955 : Le Chien du jardinier, de Georges Neveux a partir de Félix Lope de Vega, escenografía de Jean-Louis Barrault, Théâtre Marigny
- 1955 : Les Suites d'une course, de Jules Supervielle, escenografía de Jean-Louis Barrault, Théâtre Marigny
- 1956 : El misántropo, de Molière, escenografía de Jean-Louis Barrault, Théâtre des Célestins
- 1956 : El perro del hortelano, de Félix Lope de Vega, escenografía de Jean-Louis Barrault, Théâtre des Célestins
- 1956 : Histoire de Vasco, de Georges Schehadé, escenografía de Jean-Louis Barrault, Théâtre des Célestins
- 1957 : Intermezzo, de Jean Giraudoux, escenografía de Jean-Louis Barrault, Festival de Bellac
- 1957 : Histoire de Vasco, de Georges Schehadé, escenografía de Jean-Louis Barrault, Théâtre Sarah Bernhardt
- 1957 : El castillo, de Franz Kafka, escenografía de Jean-Louis Barrault, Théâtre Sarah Bernhardt
- 1959 : La vida parisina, de Jacques Offenbach, escenografía de Jean-Louis Barrault, Théâtre du Palais-Royal
- 1959 : Les Fausses Confidences, de Pierre de Marivaux, escenografía de Jean-Louis Barrault, Teatro del Odéon
- 1960 : El jardín de los cerezos, de Antón Chéjov, escenografía de Jean-Louis Barrault, Teatro del Odéon
- 1960 : Le Livre de Christophe Colomb, de Paul Claudel, escenografía de Jean-Louis Barrault, Teatro del Odéon
- 1960 : Occupe-toi d'Amélie, de Georges Feydeau, escenografía de Jean-Louis Barrault, Teatro del Odéon
- 1962 : Hamlet, de William Shakespeare, escenografía de Jean-Louis Barrault, Teatro del Odéon
- 1962 : La nuit a sa clarté, de Christopher Fry, escenografía de Jean-Louis Barrault, Teatro del Odéon
- 1962 : La vida parisina, de Jacques Offenbach, Henri Meilhac y Ludovic Halévy, escenografía de Jean-Louis Barrault, Teatro del Odéon
- 1963 : Los enredos de Scapin, de Molière, escenografía de Louis Jouvet, Teatro del Odéon
- 1963 : El jardín de los cerezos, de Antón Chéjov, escenografía de Jean-Louis Barrault, Teatro del Odéon
- 1964 : Il faut passer par les nuages, de François Billetdoux, escenografía de Jean-Louis Barrault, Teatro del Odéon
- 1964 : Hamlet, de William Shakespeare, escenografía de Jean-Louis Barrault, Teatro del Odéon
- 1964 : Las bodas de Fígaro, de Pierre-Augustin de Beaumarchais, escenografía de Jean-Louis Barrault, Teatro del Odéon
- 1965 : Las bodas de Fígaro, de Pierre-Augustin de Beaumarchais, escenografía de Jean-Louis Barrault, Théâtre des Célestins
- 1965 : La Provinciale, de Iván Turguénev, escenografía de André Barsacq, Teatro del Odéon
- 1966 : El barbero de Sevilla, de Pierre-Augustin de Beaumarchais, escenografía de Jean-Pierre Granval, Teatro del Odéon
- 1966 : La Lacune, de Eugène Ionesco, escenografía de Jean-Louis Barrault, Teatro del Odéon
- 1966 : Henry VI, de William Shakespeare, escenografía de Jean-Louis Barrault, Teatro del Odéon
- 1967 : Henry VI, de William Shakespeare, escenografía de Jean-Louis Barrault, Teatro de la Porte Saint-Martin
- 1967 : L'Ascension du Général Fitz, de Peter Ustinov, escenografía de Pierre Dux, Théâtre des Ambassadeurs
- 1970 : Hadrien VII, de Peter Luke, escenografía de Raymond Rouleau, Théâtre de Paris
- 1972 : Honni soit qui mal y pense, de Peter Barnes, escenografía de Stuart Burge, Théâtre de Paris
- 1974 : Colombe, de Jean Anouilh y Roland Piétri, Teatro de los Campos Elíseos
- 1975 : Le Pape kidnappé, de João Bethencourt, escenografía de René Clermont, Théâtre Edouard VII

### Director
- 1919 : Trois nouveaux figurants au Théâtre de Nantes, de Max Jacob, Galerie Barbazanges
- 1920 : Ruffian toujours, truand jamais, de Max Jacob, Galerie Barbazanges
- 1921 : Les Pélican, de Raymond Radiguet, Théâtre Michel
- 1921 : Le Gendarme incompris, de Jean Cocteau y Raymond Radiguet, música de Francis Poulenc, Théâtre Michel
- 1921 : Le Piège de Méduse, de Erik Satie, Théâtre Michel
- 1936 : L'Âne de Buridan, de Gaston Arman de Caillavet y Robert de Flers, Comédie-Française
- 1938 : La Seconde Surprise de l'amour, de Pierre de Marivaux
- 1939 : L'Amour médecin, de Molière y Jean-Baptiste Lully, Comédie-Française
- 1940 : On ne badine pas avec l'amour, de Alfred de Musset
- 1941 : Noé, de André Obey
- 1942 : Hamlet, de William Shakespeare
- 1943 : Iphigénie à Delphes, de Gerhart Hauptmann
- 1944 : El burgués gentilhombre, de Molière
- 1946 : Doris, de Marcel Thiébaut, Théâtre Saint-Georges
- 1947 : Les Antibel, de Léon Chancerel a partir de Émile Pouvillon
- 1948 : La Savetière prodigieuse, a partir de Federico García Lorca, Théâtre Édouard VII
- 1949 : Les Bonnes Cartes, de Marcel Thiébaut, Théâtre Gramont
- 1951 : L'Épreuve, de Pierre de Marivaux, Théâtre des Célestins
- 1961 : Henri III et sa cour, de Alexandre Dumas, Théâtre de l'Athénée

### Escenógrafo
- 1923 : Le Phénix, de Maurice Rostand
- 1928 : Le Carnaval de l'amour, de Charles Méré
- 1932 : Une jeune fille espagnole, de Maurice Rostand, Théâtre Sarah-Bernhardt

## Filmografía

### Cine
- 1916 : L'Instinct, de Henri Pouctal
- 1917 : Le Secret de la comtesse, de Georges Denola
- 1923 : Le Comte de Griolet, de Jacques Isnardon y Raoul Grimoin-Sanson
- 1930 : L'amour chante, de Robert Florey
- 1931 : Je serai seule après minuit, de Jacques de Baroncelli
- 1931 : Faubourg Montmartre, de Raymond Bernard
- 1932 : Le Cordon bleu, de Karl Anton
- 1932 : La Petite Chocolatière, de Marc Allégret
- 1932 : L'Affaire de la rue Mouffetard, de Pierre Weill
- 1932 : Le Roi bis, de Robert Beaudoin
- 1933 : Professeur Cupidon, de Robert Beaudoin y André Chemel
- 1934 : Une nuit de folies, de Maurice Cammage
- 1934 : Coralie et Cie, de Alberto Cavalcanti
- 1935 : La Carte forcée, de André Hugon
- 1936 : La main passe, de André Hugon
- 1936 : Faisons un rêve, de Sacha Guitry
- 1939 : Jeunes filles en détresse, de Georg Wilhelm Pabst
- 1941 : Péchés de jeunesse, de Maurice Tourneur
- 1943 : Mademoiselle Béatrice, de Max de Vaucorbeil
- 1943 : Au Bonheur des Dames, de André Cayatte
- 1943 : Le Corbeau, de Henri-Georges Clouzot
- 1946 : L'Insaisissable Frédéric, de Richard Pottier
- 1946 : Cyrano de Bergerac, de Fernand Rivers
- 1946 : L'Affaire du collier de la reine, de Marcel l'Herbier
- 1947 : Pas un mot à la reine mère, de Maurice Cloche
- 1947 : Le Beau Voyage, de Louis Cuny
- 1947 : Le Château de la dernière chance, de Jean-Paul Paulin
- 1948 : Le Diable boiteux, de Sacha Guitry
- 1949 : Hans le marin, de François Villiers
- 1950 : Orphée, de Jean Cocteau
- 1950 : Cartouche, roi de Paris, de Guillaume Radot
- 1950 : Véronique, de Robert Vernay
- 1950 : Tire au flanc, de Fernand Rivers
- 1951 : Min vän Oscar, de Pierre Billon y Ake Ohberg
- 1951 : Knock, de Guy Lefranc
- 1951 : Mon phoque et elles, de Pierre Billon
- 1951 : Monsieur Fabre, de Henri Diamant-Berger
- 1955 : Il padrone sono me, de Franco Brusati
- 1956 : Elena et les Hommes, de Jean Renoir
- 1959 : Les Bonnes Femmes, de Claude Chabrol
- 1959 : Le Dialogue des Carmélites, de Philippe Agostini y R.L Bruckberger
- 1959 : La Marraine de Charley, de Pierre Chevalier
- 1959 : Babette s'en va-t-en guerre, de Christian-Jaque
- 1963 : Les Tontons flingueurs, de Georges Lautner
- 1964 : Comment épouser un premier ministre, de Michel Boisrond
- 1965 : La Nuit des adieux, de Jean Dréville y Isaak Maneker
- 1965 : Pas de caviar pour tante Olga, de Jean Becker
- 1965 : Les Bons Vivants, de Gilles Grangier (sketch Le procès)
- 1966 : La gran juerga, de Gérard Oury
- 1967 : Lo Straniero, de Luchino Visconti
- 1971 : Time for loving, de Christopher Miles
- 1972 : Absences répétées, de Guy Gilles
- 1973 : L'Oiseau rare, de Jean-Claude Brialy
- 1975 : Calmos, de Bertrand Blier
- 1978 : Le beaujolais nouveau est arrivé, de Jean-Luc Voulfow

### Documentales
- 1936 : Pierre et le Loup
- 1953 : Kami Shibai, de Gilles Boisrobert
- 1958 : Le Roi Soleil, de Jean Vidal
- 195? : Le Piège de Méduse
- 1967 : L'araignéléphant, de Piotr Kamler

### Televisión
- 1969 : L'Officier recruteur, de Jacques Pierre
- 1975 : Au théâtre ce soir: Le Pape kidnappé, de João Bethencourt, adaptación de André Roussin, escenografía de René Clermont, dirección de Pierre Sabbagh, Théâtre Édouard VII
- 1980 : Les Enquêtes du commissaire Maigret, episodio Maigret et les Vieillards, de Stéphane Bertin

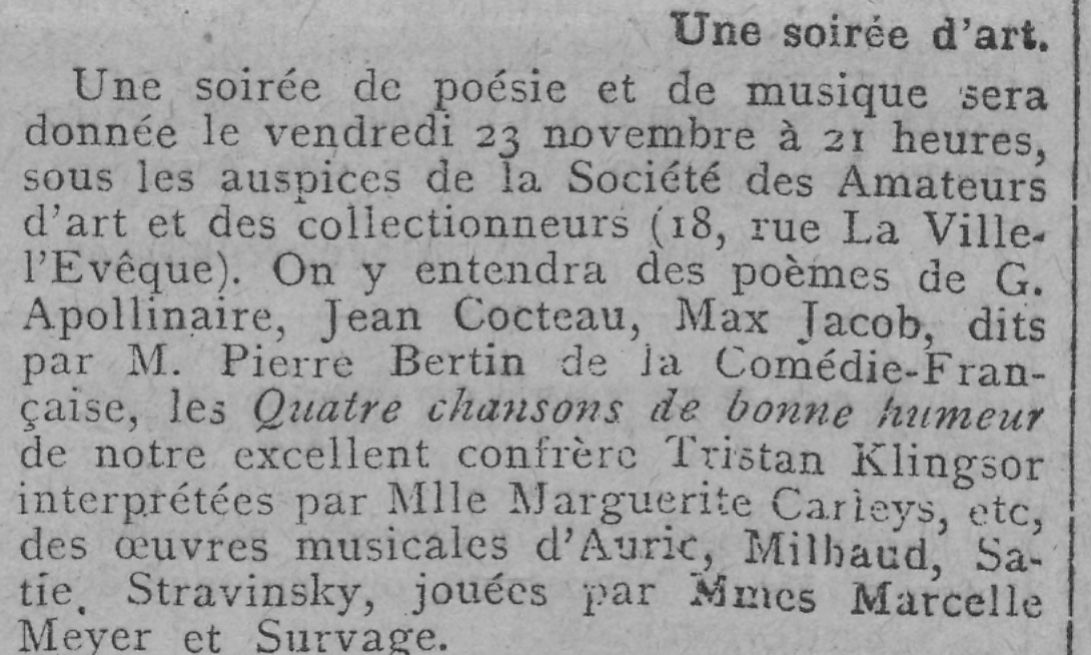
Anuncio de una sesión artística en París el 23 de noviembre de 1923 con actuaciones musicales e intervención de P. Bertin recitando poemas de G. Apollinaire, de Jean Cocteau y de Max Jacob.